# DAML+OIL
DAML+OIL é uma linguagem sucessora do DAML e do OIL que combina recursos de ambas.
DAML+OIL é uma sintaxe, criada sobre RDF e XML, que pode ser utilizada para descrever conjuntos de fator criando uma ontologia.
Hoje, a DAML+OIL foi substituída pela OWL (Web Ontology Language).